# قوائم الكواكب
هذه قوائم للكواكب. الكوكب هو جرم فلكي كبير مستدير، ليس نجمًا ولا بقايا منه. أفضل نظرية متاحة لتشكل الكواكب هي فرضية السديم، التي تفترض أن سحاب ما بين النجوم (ربما سديم) انهار لتكوين نجم بُدائيّ فتيّ يدور حول قرص كوكبي بُدائيّ. توجد ثمانية كواكب داخل المجموعة الشمسية؛ كما توجد كواكب غير شمسية، وهي كواكب تقع خارج المجموعة الشمسية.

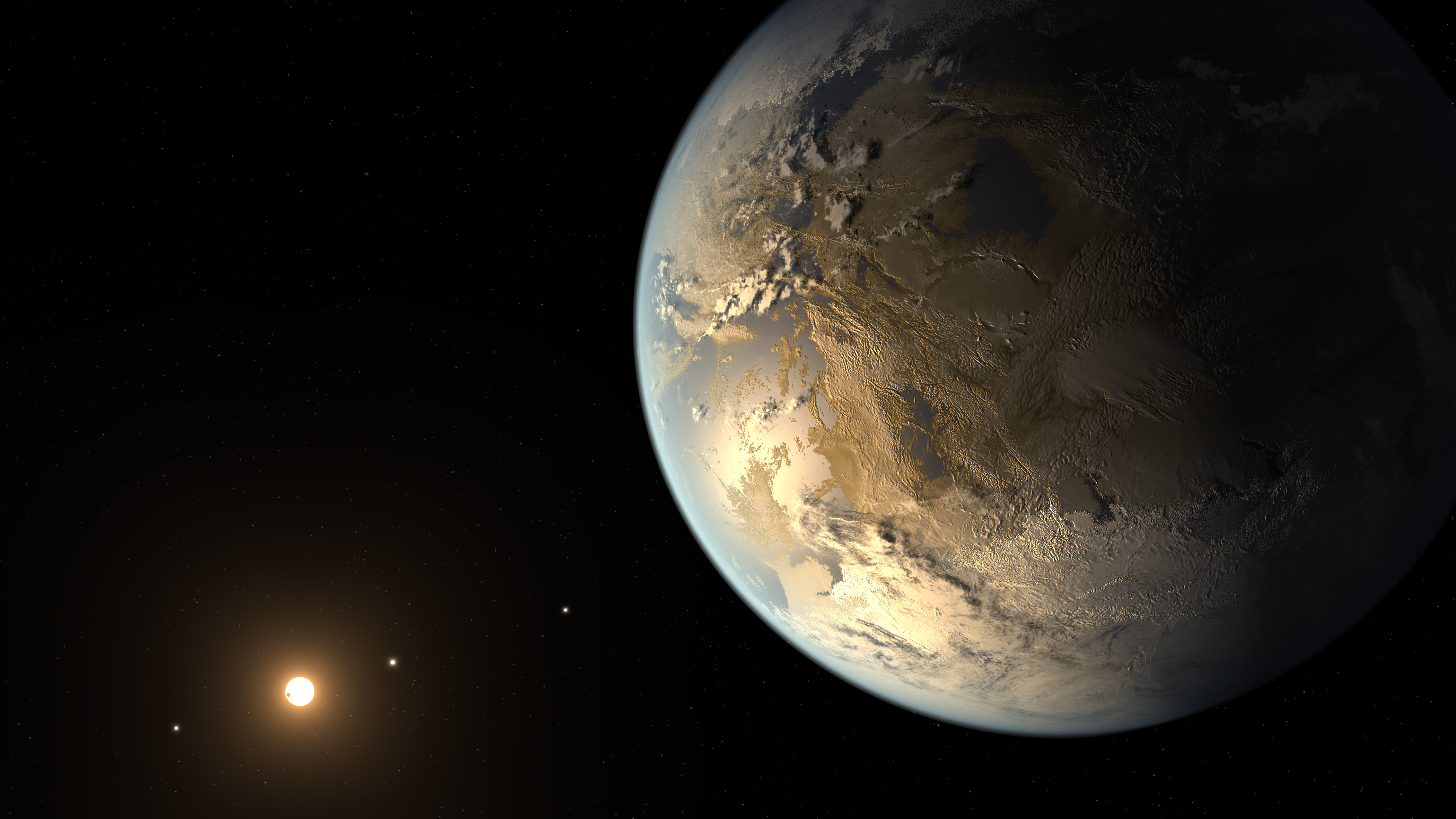
تصور فنان للكوكب غير الشمسية كبلر-186f الذي يُحتمل أن يكون صالحًا للحياة

اعتبارًا من 10 مايو 2024، يوجد 5626 كوكبًا مؤكدًا في 4183 نظامًا كوكبيًا، مع 949 نظامًا يحتوي على أكثر من كوكب واحد. اُكتشف معظمها باستخدام مقراب كبلر الفضائي. يوجد 1982 كوكبًا محتملًا خارج المجموعة الشمسية اُكتشف خلال مهمة كبلر الأولى لم تُؤَكَّد بعد، بالإضافة إلى 977 من مهمة "الضوء الثاني" (Second Light) و4616 من مهمة القمر الصناعي لمسح الكواكب العابرة غير الشمسية (TESS).
- العبور: 4٬171 (74.3%)
- السرعة الشعاعية: 1٬089 (19.4%)
- العدسة الصغرية: 214 (3.8%)
- التصوير المباشر: 69 (1.2%)
- تباين توقيت العبور: 29 (0.5%)
- تباين توقيت الكسوف: 17 (0.3%)
- تضمين السطوع المداري: 9 (0.2%)
- تباين توقيت النبّاض (Pulsar): 8 (0.1%)
- القياسات الفلكية: 3 (0.1%)
- تباين توقيت النَّبْض: 2 (0.0%)
- حركيات القرص المجردة: 1 (0.0%)

## في المجموعة الشمسية
- لقائمة الكواكب الجيوفيزيائية في النظام الشمسي، انظر: قائمة الأجرام المستديرة بالجاذبية في المجموعة الشمسية، ويتضمن هذا أيضًا قائمة بالكواكب الثمانية وفقًا لتعريف الاتحاد الفلكي الدولي.
- لقائمة الأجرام الموجودة في المجموعة الشمسية سابقًا ولكنها لم تعد تعتبر كواكب عمومًا، انظر: قائمة الكواكب السابقة [الإنجليزية].
- لقائمة الأجرام الموجودة في المجموعة الشمسية، بما في ذلك الكواكب، التي كانت موجودة أو يُعتقد أنها موجودة، ولكن لم تُثبَتْ ولم تُدْحَضْ، انظر: قائمة أجرام المجموعة الشمسية الافتراضية.

## خارج المجموعة الشمسية

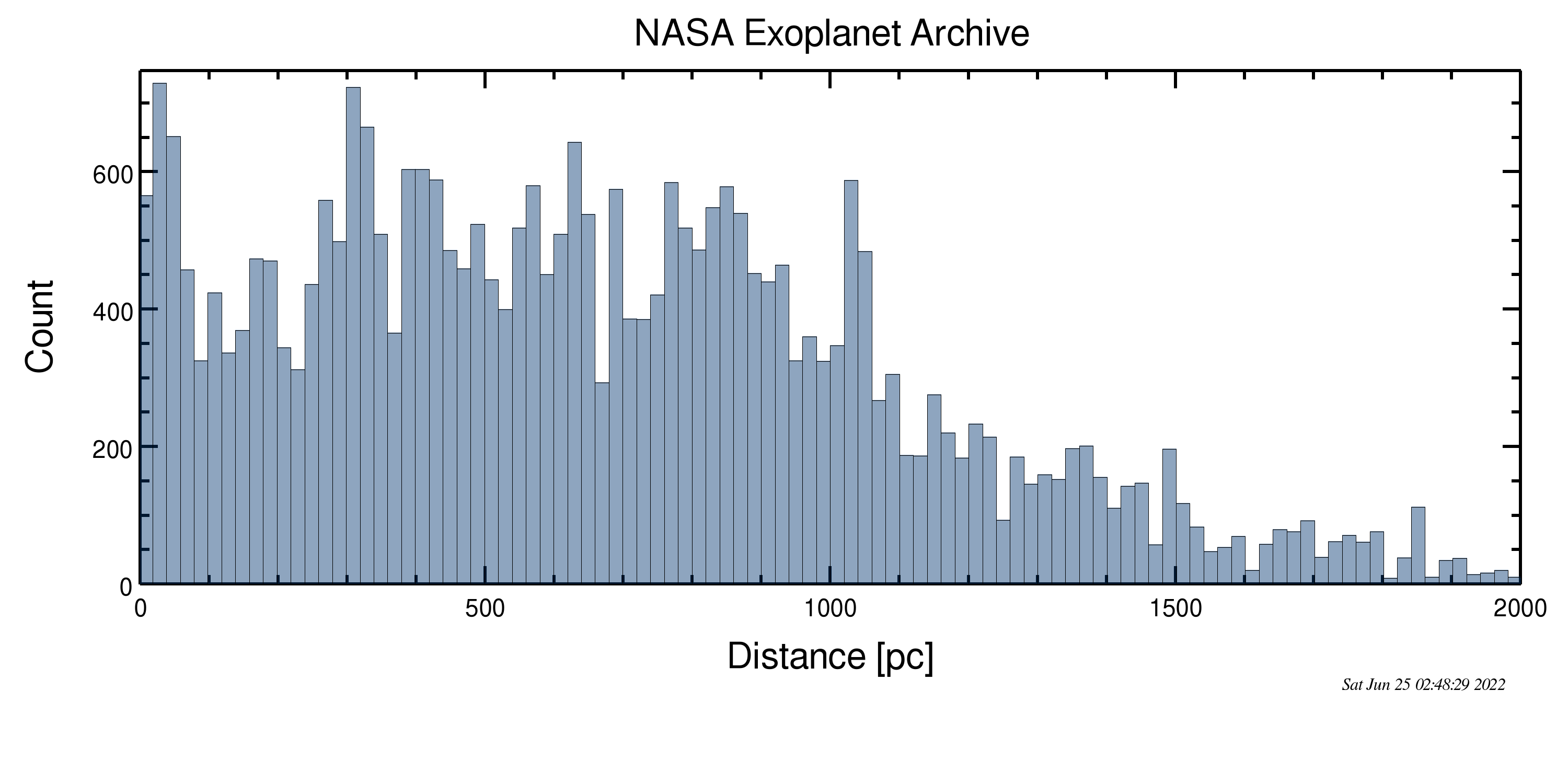
توزيع الكواكب المؤكدة غير الشمسية بالنسبة لبعدها عن الشمس

- قائمة الكواكب غير الشمسية المصورة مباشرة [الإنجليزية]
- قائمة الكواكب غير الشمسية المتطرفة [الإنجليزية]
- قائمة الكواكب الأولى غير الشمسية [الإنجليزية]
- قائمة الكواكب غير الشمسية المكتشفة باستخدام مسبار كبلر
- قائمة الكواكب غير الشمسية التي رصدت خلال مهمة K2 لمقراب كبلر [الإنجليزية]
- قائمة الأجرام غير الشمسية التي رشحت لاحتواء المياه السائلة [الإنجليزية]
- قائمة أسخن الكواكب غير الشمسية [الإنجليزية]
- قائمة أبرد الكواكب غير الشمسية [الإنجليزية]
- قائمة الأنظمة المتعددة الكواكب [الإنجليزية]
- قائمة أقرب الكواكب غير الشمسية
- قائمة أقرب الكواكب غير الشمسية المرشحة لتكون شبيهة بالأرض [الإنجليزية]
- قائمة الكواكب غير الشمسية التي يحتمل أن تكون صالحة للحياة
- قائمة أسماء العلم للكواكب غير الشمسية [الإنجليزية]
- قائمة أصغر الكواكب غير الشمسية [الإنجليزية]
- قائمة الكواكب العابرة غير الشمسية [الإنجليزية]
- قائمة الكواكب غير الشمسية والحطامات الكوكبية حول الأقزام البيضاء [الإنجليزية]

### قوائم الكواكب غير الشمسية حسب سنة الاكتشاف
- قائمة الكواكب غير الشمسية المكتشفة قبل سنة 2000 (31)
- قائمة الكواكب غير الشمسية المكتشفة بين عامي 2000 و2009 (378)
- قائمة الكواكب غير الشمسية المكتشفة سنة 2010 (109)
- قائمة الكواكب غير الشمسية المكتشفة سنة 2011 (178)
- قائمة الكواكب غير الشمسية المكتشفة سنة 2012 (149)
- قائمة الكواكب غير الشمسية المكتشفة سنة 2013 (151)
- قائمة الكواكب غير الشمسية المكتشفة سنة 2014 (870)
- قائمة الكواكب غير الشمسية المكتشفة سنة 2015 (150)
- قائمة الكواكب غير الشمسية المكتشفة سنة 2016 (1513)
- قائمة الكواكب غير الشمسية المكتشفة سنة 2017 (158)
- قائمة الكواكب غير الشمسية المكتشفة سنة 2018 (306)
- قائمة الكواكب غير الشمسية المكتشفة سنة 2019 [الإنجليزية] (172)
- قائمة الكواكب غير الشمسية المكتشفة سنة 2020 [الإنجليزية] (255)
- قائمة الكواكب غير الشمسية المكتشفة سنة 2021 [الإنجليزية] (257)
- قائمة الكواكب غير الشمسية المكتشفة سنة 2022 [الإنجليزية] (313)
- قائمة الكواكب غير الشمسية المكتشفة سنة 2023 [الإنجليزية] (297)
- قائمة الكواكب غير الشمسية المكتشفة سنة 2024 [الإنجليزية] (73، مرشَّح للزيادة)

أنظمة خارج المجموعة الشمسية
- قائمة الأنظمة المتعددة الكواكب [الإنجليزية]
- قائمة الكواكب غير الشمسية المكتشفة بواسطة مسبار كيبلر
- قائمة النجوم ذات الأقراص الكوكبية المتأينة [الإنجليزية]
- قائمة الكواكب الشاردة

الكواكب غير الشمسية حسب طريقة الكشف

- قائمة الكواكب غير الشمسية المكشوفة بالسرعة الشعاعية [الإنجليزية]
- قائمة الكواكب العابرة غير الشمسية [الإنجليزية]
- قائمة الكواكب غير الشمسية المكشوفة بالعدسة الصغرية [الإنجليزية]
- قائمة الكواكب غير الشمسية المصورة مباشرة [الإنجليزية]
- قائمة الكواكب غير الشمسية المكشوفة بالتوقيت [الإنجليزية]

السجلات في الكشف عن الكواكب غير الشمسية

- قائمة الكواكب المتطرفة غير الشمسية [الإنجليزية]
- قائمة الكواكب الأولى غير الشمسية [الإنجليزية]

الكواكب غير الشمسية التي يحتمل أن تكون شبيهة بالأرض

- قائمة الكواكب الأولى غير الشمسية [الإنجليزية]
- قائمة الكواكب غير الشمسية التي يحتمل أن تكون صالحة للحياة

## كواكب خيالية أو غير علمية
- لقائمة الكواكب المستخدمة في التنجيم، انظر: كواكب في التنجيم
- لقائمة الكواكب المفترضة التي لا تستند إلى أدلة علمية، انظر: الأجرام الكوكبية المقترحة في الدين والتنجيم وعلم الأجسام الطائرة المجهولة والعلوم الزائفة [الإنجليزية]
- لقوائم الكواكب في الخيال، انظر: الكواكب الخيالية في المجموعة الشمسية [الإنجليزية]، والكواكب غير الشمسية في الخيال [الإنجليزية] وقائمة كواكب وأقمار حرب النجوم [الإنجليزية]

## مختلط
- قائمة أنواع الكواكب (تَقْبَل تأثيليًا عدة تصنيفات)